# Heliura excavata
Heliura excavata är en fjärilsart som beskrevs av Paul Dognin 1910. Heliura excavata ingår i släktet Heliura och familjen björnspinnare. Inga underarter finns listade i Catalogue of Life.